# Kościół św. Prokopa Opata w Jadownikach
Kościół św. Prokopa Opata w Jadownikach – rzymskokatolicki kościół parafialny, znajdujący się w miejscowości Jadowniki, w powiecie brzeskim województwa małopolskiego.
Kościół został wpisany do rejestru zabytków nieruchomych województwa małopolskiego.

## Historia kościoła
Kościół parafialny pw. św. Prokopa Opata jest trzecim z kolei na tym miejscu. Pierwsza świątynia była drewniana, niewielkich rozmiarów. Drugi kościół, wzniesiony w 1465 r. też był drewniany. Obecny kościół, w stylu neogotyckim, wzniesiony z cegły, trzynawowy, zbudowany w latach 1908–1910. Autorem projektu był Jan Sas-Zubrzycki. To świątynia typu bazylikowego, posiadająca nawę poprzeczną. Ma prezbiterium z przybudowaną zakrystią i kaplicą oraz wyniosłą wieżę od zachodu. Wnętrza wszystkich naw nakrywają gwieździste sklepienia o kamiennych, profilowanych żebrach, tworzące misternie utkane siatki. Wszystkie otwory okienne są ostrołukowe, o bogatej dekoracji, natomiast monumentalny, zachodni portal (obejmujący wejścia) przedzielono kamienną kolumną, nad którą unosi się figura Najświętszej Maryi Panny Niepokalanie Poczętej. Portal osłania szczyt, zza którego wyłania się okrągłe okno.
W skład wyposażenia wnętrza wchodzi ołtarz główny (wykonany w 1910 roku), w którym znajdują się płasko rzeźbione w drewnie postaci św. Prokopa i Serca Jezusowego, otoczone arkadami, maswerkami, pinaklami i innymi ozdobami. Są też ołtarze boczne i neogotycka chrzcielnica oraz ambona. Autorem drewnianych płaskorzeźb, w tryptykowym ołtarzu głównym jest Karol Hukan
. Ze starego kościoła zachowały się zabytki: osiemnastowieczny obraz Ukrzyżowania, a także gotycki obraz Matki Bożej z Dzieciątkiem i późnogotycki krucyfiks z początków XVI wieku.

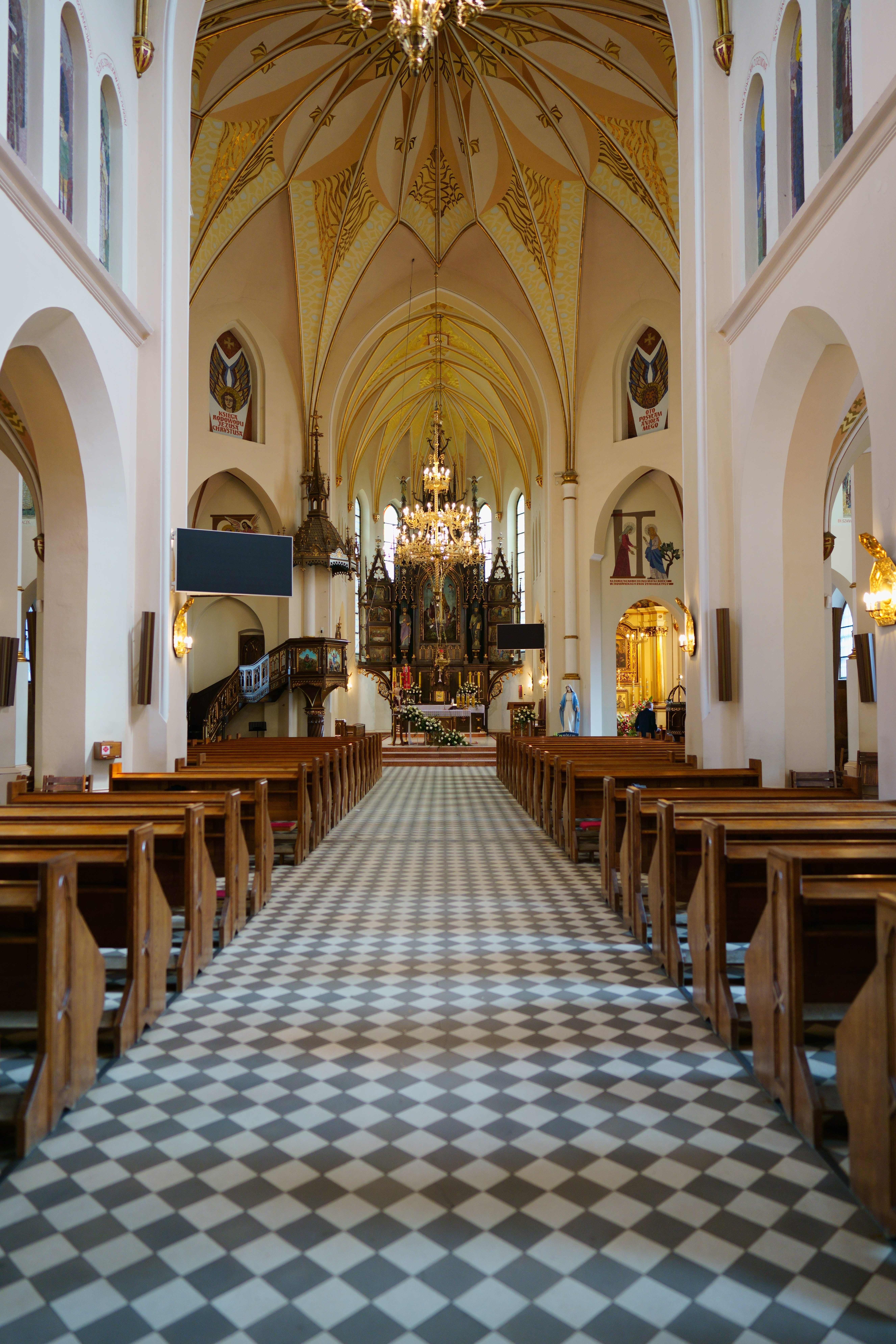
Nawa główna
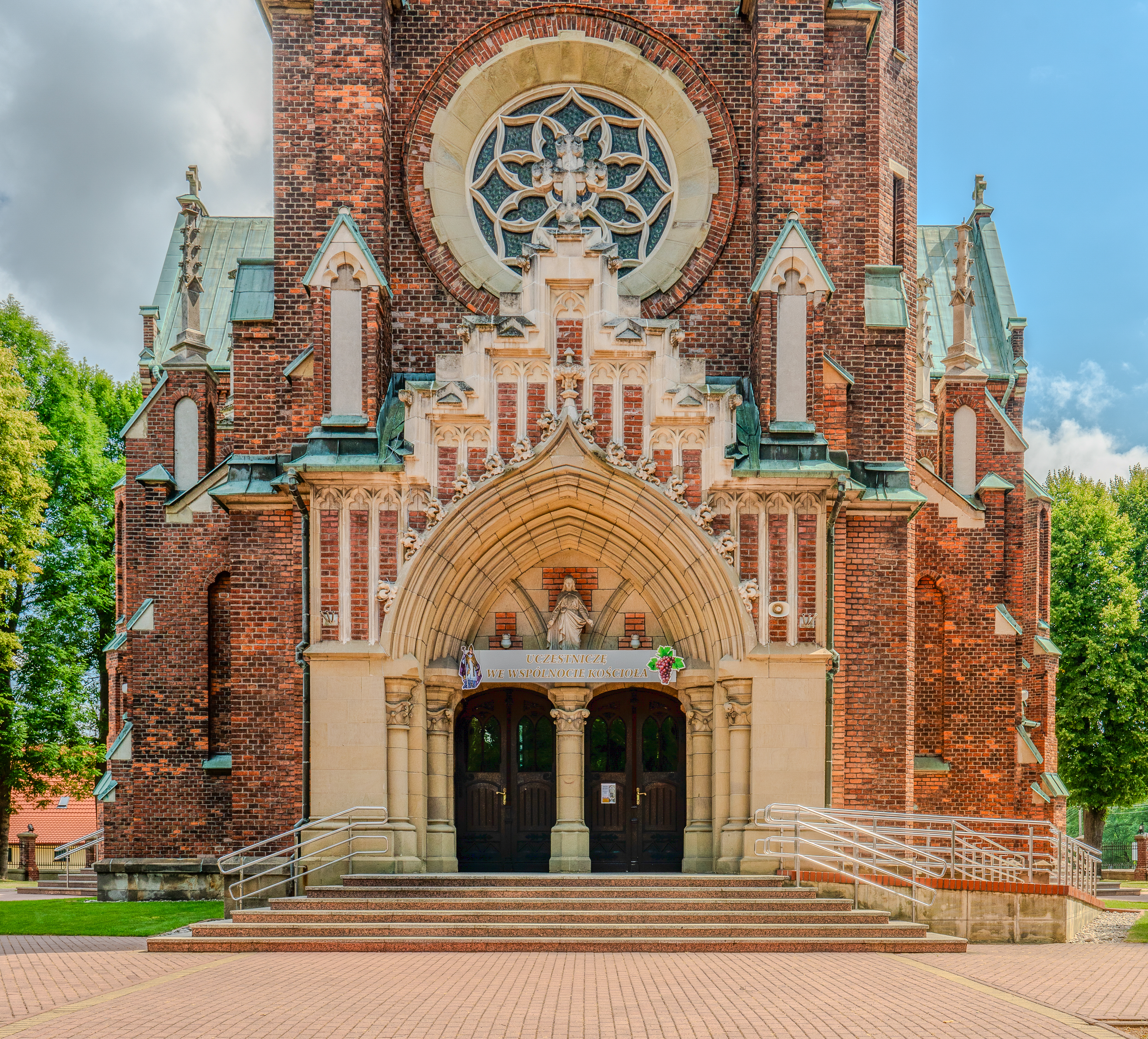
Portal
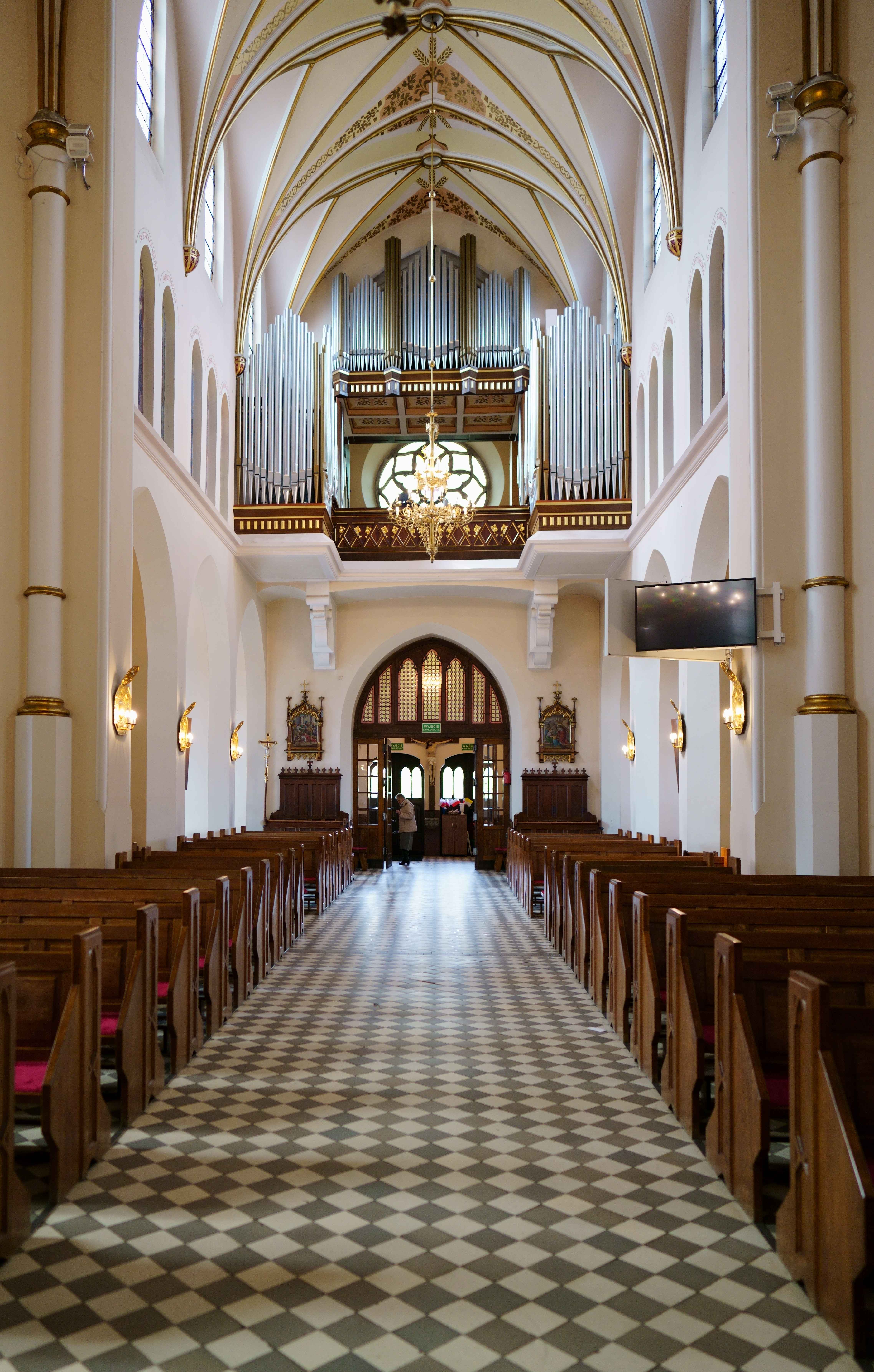
Chór
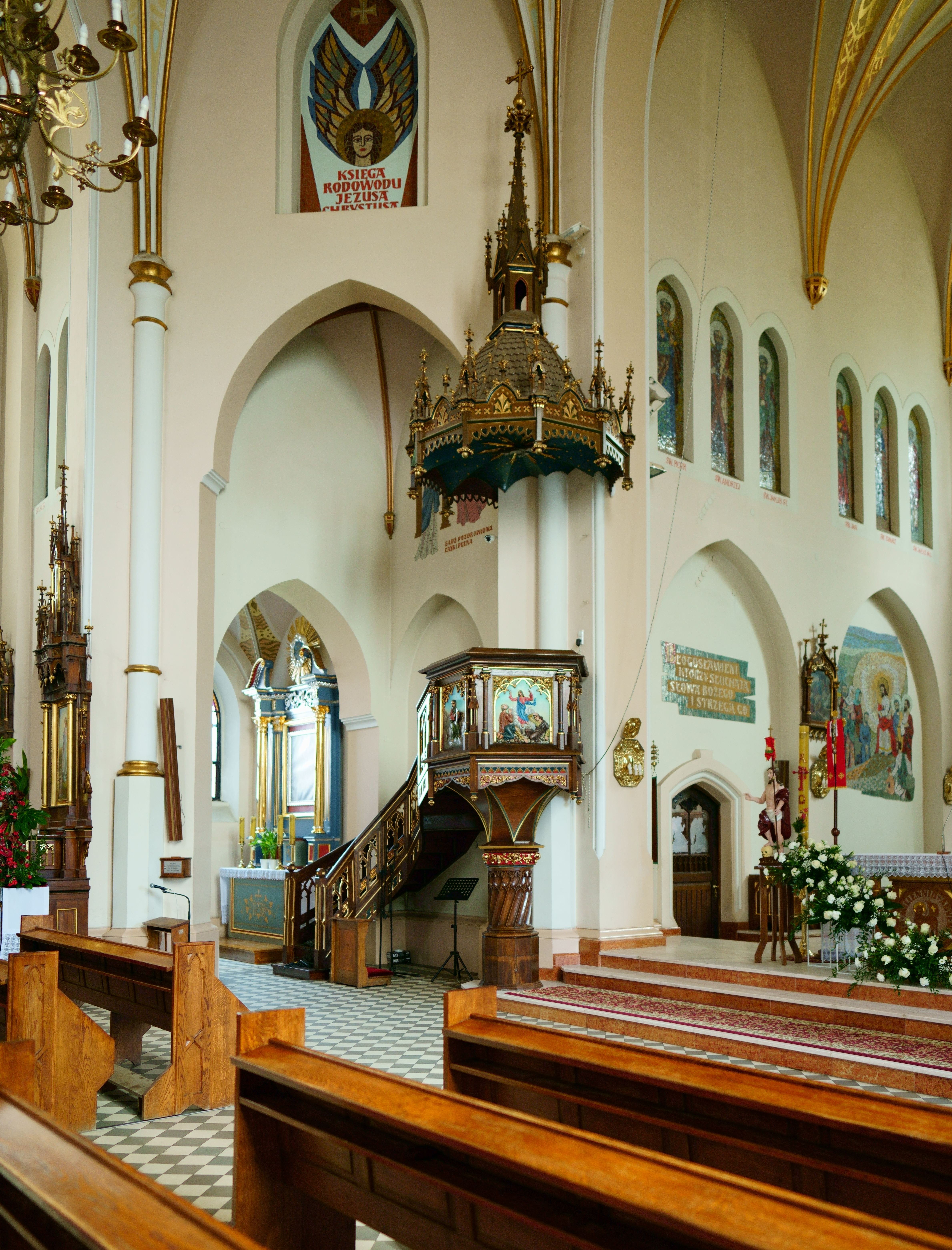
Ambona